# Skeppets whisky
Skeppets whisky var en svensk whisky som tillverkades av Vin- & Spritcentralen (numera Vin & Sprit) i Södertälje.
Anledningen till att Sveriges alkoholtillverkningsmonopol ville tillverka whisky var dels att det i efterdyningarna till andra världskriget var brist på skotsk whisky, dels att man genom att ha egen tillverkning kunde ha en referens för prisförhandlingar och på det sättet hålla nere de importerades priser.
1955 köptes två begagnade mindre enkelpannor från låglandsdestilleriet Bladnoch i södra Skottland, och tillverkningen startade samma år. 1961 började de första flaskorna att säljas hos Systembolaget. Skeppets var en kraftigt rökig blended whisky . Vid lanseringen bestod den av 55 procent maltwhisky och 45 procent grainwhisky, men receptet ändrades flera gånger under produktens livslängd . Etikettens motiv var en stor skeppsratt.
Drycken var dock långt från färdigutvecklad, och konkurrensen bland de importerade lättare whiskysorterna var hård. Framgångarna uteblev och tillverkningen upphörde 1970, just som man börjat få ordning på tillverkning och lagring. Många anser att de första årens dåliga kvalitet förstörde varumärkets chanser.
De inköpta kopparpannorna finns fortfarande i Vin & Sprits ägo; den ena destillerar spriten till det kryddade brännvinet Östgöta Sädesbrännvin, den andra står uppställd i Vin och sprithistoriska museet i Stockholm.
Från den 4 oktober till den 25 november 2007 visade Vin & sprithistoriska museet i Stockholm en miniutställning om Skeppets whisky, med bland annat bilder av hur tillverkningen i Södertälje gick till på 1960-talet.